# Emleben
Emleben település Németországban, azon belül Türingiában. Lakosainak száma 656 fő (2023. december 31.). Emleben Leinatal és Gotha községekkel határos.

## Népesség
A település népességének változása:
| Lakosok száma | 718  | 698  | 676  | 677  | 656  |
|               | 2017 | 2019 | 2021 | 2022 | 2023 |